# Аварийная бригада (мультфильм)
«Аварийная бригада» — многосерийный латвийский кукольный мультипликационный сериал, состоящий из 31 серий, снятый в период с 1991 года по 2019 год режиссёрами Янисом Цимерманисом и Даце Ридузе. Мультфильм выполнен в технике «пластилиновой анимации» без речевого сопровождения, но присутствуют звуки отражающие эмоции героев и звуки окружающей среды. Возрастное ограничение 0+, рейтинг IMDb: 8.0/10 из 50.
В 2019 году было выпущено продолжение мультфильма под названием «Лондонские каникулы», разделенные на две серии: «Греческие сокровища» и «Парижские тайны».
В Латвии в селе Ледмане Ледманской волости Огрского края на основе мультфильма создан парк развлечений со всей инфраструктурой и персонажами. В планах SIA “Latvian amusement agency”  расширять территорию для новых аттракционов.

## Сюжет
Каждая серия это новая история о бесстрашной Аварийной Бригаде, которая помогает всем нуждающимся. Вам угрожает дракон, вдруг пропала голова памятника или вас удивило целое поле грибов в вашем палисаднике — срочно вызывайте Аварийную бригаду. Три смелых неунывающих друга мигом решат все проблемы и не беда, если, стараясь помочь вам, эти незадачливые спасатели не оставят камня на камне — воспоминания об их забавных приключениях еще долго будут дарить вам улыбки и отличное настроение. Залог их успеха — ваша радость и смех от неуклюжести этих ребят.

## Персонажи

### Главные герои
Все трое главных героя на выезд выезжают на своей рабочей желтой машине, одетые в рабочей форме: синий комбинезон и белая кепка с логотипом «AB».
- Pote — первый работник Аварийной бригады. Самого маленького роста и видимо самый молодой среди троих. Лысый, с небольшим животом, чаще работает с машиной, на которой Бригада перемещается. Хороший повар. Ходит чаще в полосатой пижаме под комбинезон.
- Sily — второй работник Аварийной бригады. Среднего роста, с широко торчащими во все стороны черными волосами. Хороший актер и парикмахер. Чаще ходит в однотонной пижаме жёлтого цвета под комбинезон.
- Bemby — третий работник Аварийной бригады. Самый высокий персонаж с большим носом, имеющий русую челку и залысину на макушке. Самый старший их трех героев. Чаще одевается в клетчатую пижаму под комбинезон.

### Второстепенные
- Седоволосый бородатый старик. В юности был военным, поэтому немного чудаковатый. Не все граждане городка его любят. Встречается почти в каждой серии.
- Владелец банка. Худощавый, выше среднего роста, прилично одетый человек с большим носом, немного лысоват. Щедрый и не скупой. По характеру не вспыльчивый, умеренно сдержанный.

## Обзор серий
Киностудия «Bembelats Silinks un Poteriks» и «АВ-студия» (Animācijas Brigāde) создали 26 короткометражных серий, разбитых условно на два сезона. Номера серий и сезонов не указываются в сериях. Список серий указан в порядке даты создания и выпуска на первом латвийском телеканале LTV1. Латвийская анимационная студия «Animācijas Brigāde» использовала в мультсериале свой собственный логотип рабочего офиса главных героев Аварийной бригады. Над аббревиатурой «АВ» находятся три звезды, что означают три главных исторических региона страны Латвии, а именно Курземе, Латгале и Видземе. Данный логотип отображается на здании офиса мультгероев.
| Номер серии | Название серии        | Оригинальное название | Дата премьеры | Продолжительность, мин | Описание серии |
| ----------- | --------------------- | --------------------- | ------------- | ---------------------- | --- |
| 1           | «Отель»               | Viesnīca              | 1991          | 5:30                   | Парочка молодоженов поселяется на время медового месяца в отеле за городом. Первое время им кажется, что они здесь одни. Но наслаждаться жизнью молодым не дает целая толпа привидений. Они преследуют «голубков» и делают им пакости. В итоге с нечистью борются спасатели.                                                                                               |
| 2           | «Собаколовы»          | Suņu ķērāji           | 1991          | 5:10                   | Расстроившие девочку собаколовы привлекли внимание Аварийную бригаду, которые решили заступиться и спасти всех собак. У них это получилось, но разгромили весь свой офис, сами спасаясь от отпустившей огромной собаки. |
| 3           | «Памятник»            | Piemineklis           | 1991          | 5:06                   | Случайно отвалившаяся голова у памятника В.И. Ленину с кепкой заставила призвать главных героев, чтобы починить, но все попытки привели к груде камней вместо памятника. |
| 4           | «Лебедь»              | Gulbis                | 1991          | 5:17                   | В этот раз бригада играет театральную постановку, но что-то пошло не так и ребят выгнали с театра. Их блуждания привели к спасению повисшего на мосту охотника, где им пришлось снова спасать в своем стиле. |
| 5           | «Шампиньоны»          | Šampinjoni            | 1992          | 5:28                   | Причина вызова Аварийной бригады оказались выросшие на участке примерного семьянина шампиньонов в огромном количестве. Применение крайних мер борьбы с грибами привели к катастрофе. |
| 6           | «Аэропорт»            | Lidosta               | 1992          | 4:32                   | Попавший ребенок с застрявшей мамой на траволатор для багажа в аэропорту призывает Аварийную бригаду навести "беспорядок". |
| 7           | «Дыра»                | Caurums               | 1995          | 5:21                   | По невнимательности оставленный открытый люк подал идею полицейскому искать без вести пропавшего гражданина именно в канализационных путях под землей, куда и отправились за приключениями работники Бригады. |
| 8           | «Банк»                | Banka                 | 1995          | 5:02                   | В банк проникли воры, но они попали в ловушку и кому же звонить как ни Аварийной бригаде. Но конечно же гладко пройти помощь не могла, зато преступники пойманы. |
| 9           | «Спагетти»            | Spageti               | 1995          | 5:18                   | Удивительно крепкие спагетти из одной целой макаронины купила со скидкой муж и жена. А вот чтобы откусить ее часть пришлось "потрудиться" Аварийной бригаде. |
| 10          | «Западный экспресс»   | Rietumu ekspresis     | 1995          | 4:52                   | Перемещение многоуважаемого гражданина из одного города в другой в поезде стало для него непредсказуемых приключений. Поезд в дороге попадает в ДТП. Дорожно-транспортное происшествие на железной дороге привело к вызову Аварийной бригады, которая всеми существующими и несуществующими способами пыталась остановить поезд, а по итогу доставляют гражданина на себе. |
| 11          | «Рэкет»               | Rekets                | 1995          | 5:42                   | Главные герои выступили в роли супергероев, поймавших рэкетиров очень необычным способом. |
| 12          | «Киностудия»          | Studija               | 1995          | 4:47                   | В съемки фильма с участием огромного дракона вмешались герои из Бригады, что придало еще большего экшена фильму. |
| 13          | «Рождество»           | Ziemassvētki          | 1995          | 5:27                   | На Рождество в одной семье с двумя детишками отец не позаботился о подарках детям. У мамы, попытавшейся спасти ситуацию оказался один выход - звонить в Аварийную бригаду. |
| 14          | «Рояль»               | Klavieres             | 1995          | 5:08                   | Во время концерта внезапно ломается рояль, но зрителями оказались главные герои Бригады, которые в попытках починить рояль создали целый оркестр. |
| 15          | «Автомобиль»          | Auto                  | 1995          | 5:53                   | Когда молодого дипломата раздражало все на свете с самого утра, по великой случайности ему достается новенький автомобиль, который он не знал как управлять. Пришлось позвонить в Аварийную бригаду, чтобы они разобрались. Разобрать авто они разобрали, а собрать не смогли, главную науку поняли — нужны лошадиные силы. Так и сделали!                                 |
| 16          | «Клей»                | Līme                  | 1995          | 5:24                   | Молодой и талантливый художник готовится к выставке. Он хочет склеить необычный коллаж. Но вот проблема, мастер оказался настолько рассеянный, что пролил клей повсюду. И его панно стало пополняться прилипшими предметами. В конце концов художник приклеился к полотну сам.                                                                                             |
| 17          | «Торт»                | Torte                 | 1995          | 5:38                   | По заказу клиента к приготовлению торта размером Пизанской башни герои подошли со всем профессиональным опытом. Вот только получилось как всегда... |
| 18          | «Малыш»               | Mazulis               | 1995          | 5:41                   | Молодая семья с ребенком не справляется с неугомонной дочкой, а у Аварийной бригады тяжелые времена. У мамы не получилось накормить дочку и за это взялись ребята, но проголодавшись съели все в доме. Главное, что об этом не узнали пришедшие родители. |
| 19          | «Скворечник»          | Putnu būris           | 1996          | 5:26                   | Сын из интеллигентной и образованной семьи, живущая в отдельном доме, построил скворечник, но как привлечь птиц не знал, поэтому и позвонил в Аварийную бригаду. Вот только птиц прилетело слишком много. Пришлось всем сооружать укрытие... |
| 20          | «Насморк»             | Iesnas                | 1996          | 5:24                   | Один из членов Аварийной бригады, страдает тяжёлым насморком. Больного отправляют в больницу на обследование и лечение. |
| 21          | «Борода»              | Bārda                 | 1996          | 5:24                   | У одного мужчины с очень длинной черной бородой в которой застряли различные бытовые приборы. Пришлось обратиться к Аварийной бригаде за помощью. |
| 22          | «Мяч»                 | Bumba                 | 1997          | 6:02                   | Играя с мячиком дети случайно перебросили мячик за забор в военную часть. Сделав подкоп Бригада с детьми проникла на военный плац, где играючи все разломали, зато нашли мяч. |
| 23          | «Парламент»           | Parlaments            | 2000          | 6:50                   | |
| 24          | «Кошки»               | Kaķi                  | 2002          | 5:34                   | Много мяукающих кошек, не дают дедушке заснуть. Аварийная бригада спешит на очередной вызов... |
| 25          | «Охота»               | Medības               | 2007          | 7:49                   | В лесу живет дед который очень любит животных, и когда к нему приезжают охотники, единственное спасение это — Аварийная бригада. |
| 26          | «Тигр»                | Tīģeris               | 2010          | 7:46                   | |
| 27          | «Коррида»             | Vēršu                 | 2012          | 7:02                   | Испанский тореадор не может справиться с быком, и вызывает на помощь Аварийную Бригаду. |
| 28          | «Музей Васа»          | Vāsa                  | 2013          | 8:07                   | Работники шведского музея, экспонирующего морской корабль XVII века, обнаруживают, что в их экспонате завелись мыши. На помощь вызывается Аварийная Бригада. |
| 29          | «Башня»               | Tornis                | 2014          | 7:51                   | По вине юного футболиста Пизанская башня накренилась ещё сильнее и возник риск её падения. На помощь вызвали Аварийную Бригаду. |
| 30          | «Секреты Парижа»      | Parīzes noslēpumi     | 2018          | 9:02                   | Охранник Эйфелевой Башни обнаруживает, что на его рабочем месте пропало электрическое освещение. Аварийная Бригада срочно вылетает в Париж. |
| 31          | «Лондонские каникулы» | Londonas brīvdienas   | 2019          | 11:01                  | Однажды в Лондоне сломались часы знаменитого Биг-Бена — часовой башни Вестминстерского дворца. Английская королева обратилась за помощью к мастерам из Аварийной бригады, которые как раз рыбачили неподалёку... |
| 32          | «Сокровища Греции»    | Grieķijas dārgumi     | 2021          | 10:47                  | |

## Производство
Знаменитая анимационная кукольная студия Латвии «АВ-студии» представила два DVD-диска с мультсериалом, упакованных в DVD-BOX. Первый сборник мультфильмов вышел в 1991 году, второй — 10 января 1994 году. Позже вышло сразу 5 полнометражных мультфильма на четырех компакт-дисках DVD: «Коррида» в 2012 году, «Музей Васа» в 2013 году, «Башня» в 2014 году, «Секреты Парижа» в 2018 году, «Лондонские каникулы» в 2019 году.

### Съёмочная группа
| Персона                              | Профессия                     |
| ------------------------------------ | ----------------------------- |
| Янис Цимерманис (Jānis Cimmermanis)  | Режиссёр                      |
| Даце Ридузе (Dace Riduze)            | Режиссёр                      |
| Марис Путныньш (Maris Putnins)       | Сценарист, художник, продюсер |
| Мартиньш Браунс (Mārtiņš Brauns)     | Композитор                    |
| И. Кирштейн                          | Художник-мультипликатор       |
| Петерис Трупс (Peteris Trups)        | Оператор, монтажёр            |
| Гунта Икере (Gunta Ikere)            | Монтажёр                      |
| Андрийс Кренбергс (Anrijs Krenbergs) | Звукорежиссёр                 |
| Питер Шоголов (Peter Shogolov)       | Актёр                         |
| Лайла Кирмушка (Laila Kirmuska)      | Актёр                         |
| Лев Бирманис (Lev Birmanis)          | Актёр                         |
| Сильвия Битере (Silvija Bitere)      | Актёр                         |
| Янис Кирмушка (Jānis Kirmuška)       | Актёр                         |

### Комментарии
1. ↑  Несмотря на то, что заявленное возрастное ограничение указывается "для детей до шести лет", все же в данной серии на стене офиса бригады на стене висит плакат с нарисованной обнаженной женщиной.